# Flugplatz Karlskoga

i7
i11
i13
Der Flugplatz Karlskoga (schwedisch: Karlskoga flygplats; IATA-Code: KSK, ICAO-Code: ESKK) ist ein öffentlicher Flugplatz, 3 km nordwestlich von Karlskoga in der schwedischen Provinz Örebro län entfernt.

## Flugplatzdaten
Der Flugplatz hat eine Asphaltpiste mit 1499 m Länge und 30 m Breite. Die Seehöhe beträgt 122 m.

## Geschichte
Ursprünglich war der Flugplatz ein Sportflugplatz, der in mehreren Etappen ausgebaut wurde. Bis Dezember 1991 gab es Linienverbindungen nach Stockholm-Arlanda und in den 1980er Jahren auch Linienverbindungen nach Bromma, Oslo und Kopenhagen. Der Linienverkehr am Flugplatz wurde eingestellt, da Bofors seinen Verkehr zum Flughafen Örebro verlagerte, der etwa 33 km östlich von Karlskoga liegt. Im Jahr 2009 kündigte die Gemeinde Karlskoga den Vertrag mit der Flughafen Stiftelsen Karlskoga, die den Flugplatz seit Mitte der 1990er Jahre betrieben hatte, und diese bekam einen Zuschuss von 550.000 Kronen pro Jahr. Der Flugplatz wurde 2010 zu einem allgemeinen Flugplatz, als die Instrumentenlandeausrüstung stillgelegt wurde.
Mehrere Privatpersonen gründeten 2011 die Karlskoga Flygplats AB für den Betrieb des Flugplatzes. Heute gibt es hauptsächlich zwei Flugvereine mit dem Flugplatz als Heimatstandort: Karlskoga Motorflygklubb und Karlskoga Segelflygklubb. In regelmäßigen Abständen werden am Flugplatz auch weitere, nicht flugbezogene Aktivitäten organisiert, z. B. Messen, Ausbildung des Rettungspersonals und Probefahrten von Autos, weshalb fliegende Besucher, die am Flugplatz landen möchten, eine vorherige Genehmigung (PPR) zur Nutzung der Landebahn einholen müssen.
Der Flugplatz ist Austragungsort zahlreicher Veranstaltungen, beispielsweise öffentlich zugänglicher Flugshows.